# Killing Floor (Lied)
Killing Floor ist ein Bluessong des US-amerikanischen Musikers Howlin’ Wolf, den dieser auch selbst schrieb und erstmals 1964 für Chess Records aufnahm. Durch zahlreiche Coverversionen wurde das Stück zu einem der bedeutendsten Titel des Chicago Blues. 1991 wurde Killing Floor als „Klassiker der Bluesaufnahmen“ in die Blues Hall of Fame aufgenommen.

## Inhalt
Laut dem Gitarristen Hubert Sumlin handelt Killing Floor von einer schlechten Beziehung, bei der die Frau den Mann dominiert und so schlecht behandelt, dass sich dieser manchmal lieber wünscht tot zu sein. Wolf singt zu Beginn I should of quit you, a long time ago. Diese Form der ungeliebten Beziehung findet also bereits seit einer längeren Zeit statt. Das lyrische Ich will nach Mexiko zu verschwinden und wünscht sich, er hätte seinem ersten Instinkt gefolgt und sie verlassen (If I had of followed, my first mind // I'd of been gone, since my second time). Stattdessen ließ er sich von ihr bis auf den Fußboden nieder machen, was ihn allmählich förmlich umbringt (But no I was foolin' with ya, Baby, I let ya put me on the killin' floor).

## Musikalische Besetzung von Wolfs Originalaufnahme
- Howlin’ Wolf, Gesang
- Hubert Sumlin, E-Gitarre
- Buddy Guy, Akustikgitarre
- Lafayette Leake, Klavier
- Sam Lay, Schlagzeug
- Andrew MacMahon, Bass
- Arnold Rogers, Tenorsaxophon
- Donald Hankins, Baritonsaxophon

## Coverversionen
Killing Floor wurde von einigen Bands gecovert. Jimi Hendrix spielte den Song regelmäßig; er wurde wiederholt aufgenommen, zuerst im Oktober 1966 in Paris mit seiner Jimi Hendrix Experience, live etwa im Juni 1967 beim Monterey Pop Festival (Jimi Plays Monterey), aber erst postum veröffentlicht. 1967 kombinierte Electric Flag den Song mit einer Rede von Präsident Lyndon B. Johnson über die Menschenwürde, die in Gelächter und der Musik untergeht. Bekannt sind ferner die Versionen von Albert King (1969) und Led Zeppelin, die aus dem Stück ihren The Lemon Song formten, wobei Howlin’ Wolf (d. i. Chester Burnett) erst nach einem Prozess auf späteren Ausgaben des Albums Led Zeppelin II als Co-Autor mit angegeben wurde. Elliott Sharp interpretierte den Song auf seinem Album Terraplane (1994)